# Malung-Sälen (đô thị)
Đô thị Malung-Sälen (Malung-Sälens kommun) là một đô thị ở hạt Dalarna ở miền trung Thụy Điển. Thủ phủ là thị xã Malung.
Đô thị Malung được lập năm 1971 thông qua việc hợp nhất Malung cũ với các đơn vị xung quanh Lima và Transtrand. Năm 2007, chính phủ Thụy Điển  đã chấp thuận tên gọi như hiện nay, có hiệu lực từ ngày 1 tháng 1 năm 2008. Lý do tên đôi, kiểu tên duy nhất cho đô thị ở Thụy Điển là khuếch trương khu trượt tuyết Sälen.

## Các đơn vị dân cư trực thuộc
Dưới đây là các làng ở đô thị Malung-Salen, số liệu dân số ăm 2005 :
- Lima (418)
- Limedsforsen (443)
- Malung (thủ phủ) (5.146)
- Malungsfors (559)
- Sälen (508) – khu trượt tuyết nổi tiếng.
- Transtrand (373)
- Yttermalung (216)
- Öje (202) dân số năm 2000)